# Винница (станция)
Винница — узловая пассажирская и грузовая железнодорожная станция 1 класса Жмеринской дирекции Юго-Западной железной дороги. Находится в городе Винница Винницкой области Украины.
Открыта в 1870 году в составе железной дороги Киев — Жмеринка — Бирзула.
В 2003 году вокзал станции Винница был реконструирован.

## Линии и маршруты
От станции отходят линии:
- на Казатин I (длина — 64 км);
- на Зятковцы (131 км);
- на Жмеринку (47 км).

Через Винницу проходит один из электрифицированных магистральных путей Жмеринской дирекции Юго-Западной железной дороги в направлении из Жмеринки на Казатин.
От станции Винница ответвляется однопутный участок — бывшая узкоколейка, соединяющий город с Вороновицею, Немировом, Ситковцами, Гайсином, Зятковцами, Гайвороном, Уманью. Здесь ходит пригородный поезд Винница — Гайворон.

## Инфраструктура станции
На вокзале станции Винница работают вестибюль, зал ожидания (обычный и повышенного комфорта), платный и бесплатный туалеты, автоматические и стационарные камеры хранения, багажное отделение, а также сервис-центр и справочное бюро.
Действуют два отдельных кассовых зала: в одном продаются билеты на электрички, в другом — на пассажирские поезда.
На станции Винница функционирует подземный переход, есть громкоговорящая система объявления. Станция Винница имеет 3 пассажирские платформы: № 1 (путь № 3), № 2 (пути № 1 и № 2), № 3 (путь № 4). Центральный вестибюль вокзала оснащён цифровым табло.
Платформа № 1 с правой стороны вокзала оснащена турникетами. Через них необходимо пройти, чтобы попасть на пригородные электропоезда, что делает невозможным безбилетный проезд. Пригородный поезд Винница — Гайворон отправляется от платформы № 3. На входе в дизель-поезд дежурят посадочные бригады и проводники. Все пассажиры, в том числе и льготные категории, обязаны оформить свой проезд в виде билета.

### Соседние станции
- Сосенка (в сторону Казатина I)
- Тюшки (в сторону Жмеринки)
- Вороновицы (в сторону Зятковцов)

### Соседние узловые станции
- Калиновка I
- Жмеринка
- Зятковцы

## Здание вокзала
Первое упоминание о вокзале в Виннице датируется 1870 годом. Именно в это время через город прокладывали линию железной дороги Киев—Балта—Одесса.
Сначала здание вокзала было деревянным и похожим из церковь. Также имелся колокол, объявлявший прибытие и отправление поездов.
Благодаря железной дороге, через 40 лет город увеличился втрое и стал первым по товарообороту в Подольской губернии.
Новое здание вокзала возвели в конце XIX века в неоготическом архитектурном стиле. Особенностью сооружения стала крыша с так называемыми «щипцами».

## Пригородное и местное сообщение
Станция принимает поезда пригородного сообщения (направления: Жмеринка, Казатин, Гайворон, Гайсин, а также поезда повышенной комфортности по направлениям Хмельницкого (через Староконстантинов, Хмельник), Коростень (через Казатин, Бердичев, Житомир) и Киева). Пригородное сообщение не полностью покрывает потребности (из-за недофинансирования со стороны облгосадминистрации и других учреждений).
Прямыми поездами можно доехать до Жмеринки, Калиновки, Гнивани, Казатин, Немиров, Ситковцов, Гайсина, Джулинки, Гайворон, Киева (часть электропоездов до Казатина следует дальше на Киев после стоянки и смены номера), Вапнярки (часть электропоездов до Жмеринки следует далее на Вапнярку, меняя лишь номер рейса) и др.

## Дальнее сообщение
Станция Винница ежедневно принимает:
- ночные поезда дальнего следования до Львова, Ивано-Франковска, Коломыи, Рахова, Ужгорода, Черновцов, Киева, Харькова, Минска, Днепра, Запорожья, Николаева, Ковеля, Одессы, Кишинёва и др);
- скоростные поезда (до Киева, Одессы, Хмельницкого, Тернополя, Каменца-Подольского);
- ночной экспресс Киев — Одесса;
- беспересадочные вагоны из Киева до Будапешта (Венгрия), Братиславы (Словакия), Праги (Чехия), Бухареста (Румыния).

## Ссылка
- Информация о станции на сайте railwayz.info
- Вокзал станции Винница (недоступная ссылка), Официальный веб-сайт Укрзализныци